# Toribio Terán Prado
Bernardo Toribio Terán Prado (* 1785; † nach 1849) war vom 1. Januar 1849 bis März 1849 Director Supremo von Nicaragua.

## Leben
Prado heiratete am 30. August 1811 Isabel Balladares. Sein Sohn war Toribio Terán Balladares.
Toribio Terán Prado war Mitglied der Partido Legitimista und Parlamentsabgeordneter. José María Guerrero de Arcos y Molina übertrug ihm das Amt des Director Supremo, da er gesundheitliche Probleme hatte.
Im März bestimmte das Parlament José Benito Rosales als Director Supremo bis zum Ende der Amtsperiode.